# ساكورا هارونو
ساكورا هارونو (باليابانية: 春野サクラ، بالروماجي: Haruno Sakura) أي «زهرة الكرز» هي إحدى الشخصيات الرئيسية في أنمي ناروتو، تميزت بقدراتها الطبية التي تعلمتها من تسونادي، وتشترك هي وناروتو أوزوماكي وساسكي في الفريق السابع بقيادة هاتاكي كاكاشي كان أول ظهور لها في الأنمي في الحلقة الأولى من الجزء الأول من ناروتو والفصل الثالث من المانجا وتمتاز بلون عينها الخضراء ولون شعرها الوردي الفاتح مثل شجرة الساكورا التي توجد في اليابان.

## البطاقة الشخصية

مخطط النينجا لـ ساكورا

| الانتماء                | قرية الورق المخفية                                                                                            |
| مؤدية الصوت الياباني    | تشي ناكامورا                                                                                                  |
| يوم الميلاد             | 28 مارس |
| العمر                   | 11-12 (في الجزء الأول) 15-16 (في الجزء الثاني)                                                                |
| الجنس                   | أنثى |
| فصيلة الدم              | O |
| الطول                   | 148.5 سم (في الجزء الأول) 161 سم (في الجزء الثاني)                                                            |
| القدرات الخاصة          | المعالجة الطبية وتركيز القوة                                                                                  |
| رقم النينجا التسجيلي    | 012601 |
| الرتبة                  | جنين (في الجزء الأول) تشونين (في الجزء الثاني)                                                                |
| الفريق                  | فريق كاكاشي الورق 11 فريق النينجا السابع فريق الثلاثة الفرقة الثالثة (قوات تحالف الشينوبي)                    |
| سن التخرج من الأكاديمية | 12 |
| سن الترقي إلى تشونين    | 14 |
| العائلة                 | كيزاشي هارونو (أب) ميبوكي هارونو (أم)                                                                         |
| التقنيات المميزة        | تشاكرا تعزيز القوة مشرط التشاكرا تأثير إزهار الكرز استخراج المرض الدقيق ختم حاجز الأربع زاويا تقنية كف العلاج |

## شخصيتها
هارونو ساكورا هي من الشخصيات الأساسية جدا في أنمي ناروتو وهي نينجا ذات موهبة عظيمة في الطب وهي تلميذة النينجا الناسخ كاكاشي، وأيضا تلميذة واحدة من السنانين، وهي تسونادي وساكورا نينجا ذكية وموهوبة حيث استطاعت التحكم بالتشاكرا، عندما كانت صغيرة كانت حساسة جدا وكانت كثيرة البكاء، وهي تمتلك شخصيتان الأولى مرحة وهائدة والثانية غاضبة وتحب المشاكل وكانت تضرب نارتو باستمرار لانها تظنه مزعجا ولكن بعد أن انقذها ناروتو من جارا بدات تتعامل معة بلطف وتعتمد علية كثيرا ولكنها لا ترحمه إذا أفتعل أي مشكلة تضربه، في الماضى عندما كانت ساكورا صغيرة كانت الفتيات دائما يسخرن من جبهتها الـعريضة فـكانت دائمة البكاء وعـندما قابلت اينو أعـطتها شريطة لترفع به شعرها وثقتها في نفسها ولكن عندما علمت اينو ان ساكور تحب ساسكي أصبحتا متنافستين في كل شيء وعند انضمامها للفريق السابع احست انها لا تستطيع أن تفعل شيء حيث أنها تعتمد على الآخرين فقط فقررت أن تتدرب على يد الهوكاجي الخامس على جتسو الطب وعندما علمت اينو بذلك قررت
هي أيضا ان تذهب لتتدرب معها على جتسو الطبي وحين ذاك أصبحت فتاه قوية جدا ذات قوة تدميرية، ساكورا تقنيانها في الأساس تعتمد على الجينجتسو
(أي حبس العدو في الخيال عن طريق التاثير على أي من حواسة الخمس) ويمكنها التحكم الدقيق بالـتشاكر حيث أنها قامت بدمج تقنيات الطب مع هذه القوة المدمرة قامت بتجميع ما تستطيع من الـتشاكر في يديها ثم تقم بإطلاق هذة الــتشاكر دفعة واحدة وبهذا تخلق قوة تدميرية من الدرجة الأولى
وهي في الأساس متخصصة في العلاج حيث تستطيع علاج جميع الاصابات حـتى علاج الإصابة في جميع أنحاء الجسم وأيضا تستطيع إخراج السموم من جسد الشخص وإنتاج مضاد له حتى ولو كانت تركيبة السم معقدة وتستطيع أن تصنع حبوب مغذية تسمى حبوب الجندي ولكن مذاقها سيئ جدا.

## من معاركها

### المعركة الأولى
- هارونو ساكورا ضد ياماناكا اينو
- النتيجة
التعادل
- سبب المعركة

بسبب امتحان الشنوبي من معاركها أيضا في غابة الموت قبل امتحان الشينوبي عندما حاولت التصدي لفريق قرية الصوت الذي تم إرساله من قبل اوروتشيمارو " وهو واحد من الثلاثي الأسطوري في عالم النينجا "من أجل الحصول على زميلها بالفريق ساسوكي اوتشيها ومن ثم تمت مساعدتها من قبل روك لي وهو أيضا طالب نينجا كان يريد القتال ضد ساسوكي وقد ابدى اعجابه بساكورا قبل الامتحان الأول.
- نبذة عن المعركة

حرصت ساكورا على ألا تتساهل معها إينو في القتال لكونها صديقتها أو كنوع من الشفقة عليها، وتذكرت ماضيها معها وكيف ساعدتها إينو أثناء تعرضها للتنمر بسبب جبهتها العريضة. وظهرت مشاعر ساكورا الحقيقية تجاه إينو وكيف أنها تتطلع إليها منذ صغرها وتريد أن تكون كونويتشي قوية تقبل بمواجهتها. وبينما استمرت المعركة بتعادلهما غضبت إينو لعدم تمكنها من التغلب على ساكورا وحرصت ساكورا على إغاظتها كي تبذل أقصى طاقتها وتقاتلها بجدية فأخبرتها أنها لا تهتم إلا بشكلها، فأخذت إينو الكوناي وقصت شعرها واستخدمته بعد ذلك في تقنية نقل العقل وسيطرت على عقل ساكورا وكادت أن تفوز لولا صوت ساكورا الداخلي الذي طرد إينو من عقلها. وفي النهاية وجهت كل واحدة لكمة مباشرة للأخرى أدت إلى فقدانهما الوعي وانتهت المباراة بالتعادل.

### المعركة الثانية
- ساكورا وناروتو ضد كاكاشي
- النتيجة
فوز كلا من ساكورا وناروتو
- سبب المعركة

لترى تسونادي مدى تطور كل من ناروتو وساكورا
- نبذة عن المعركة

في البداية تسرع ناروتو كالعادة في بدء المعركة واندهش كاكاشي من سرعة ناروتو في تقنية الكاجي بونشين (نسخ الظل):واندهش أكثر في قوة ساكورا التدميرية حتى انه أرغم على عدم قراءة الكتاب ليس كالمرة السابقة حيث كان يقرأ الكتاب وحتى انه لم يستخدم الشارنجان ولكن الفرق بين الوضع السابق والحالي كبير، وأُرغم كاكاشي على أن يستخدم الشارنجان بشدة وعندما استطاع ناروتو أن يكشف نقطة ضعف كاكاشي استطاع أن يرغمه على أن يقفل عينيه ويسد أذنيه وفاز كل من ساكورا وناروتو.

### المعركة الثالثة
- ساكورا والجدة تشيو ضد ساسوري
- النتيجة
فوز كلا من ساكورا تشيو وموت ساسوري
- سبب المعركة

لإنقاذ جارا من الاكاتسكي
- نبذة عن المعركة

في البدية عندما استطاعت ساكورا تدمير دمية هيراكو بمساعدة الجدة تشيو، قام ساسوري باظهار دمية الكازكاجي ويتبين السبب وراء اختفائه؛ وهذه الدمية تمتلك الكثير من الأسلحة وتمتلك سرعة هائلة وزيادة على ذلك تمتلك تشاكر، حيث استطاعت تنفيذ تقنية قوية جدا وهي الرمل الحديدي ويبدأ القتال العنيف، وعندما تمثلت ساكورا انها ماتت تظهر فجأة وتدمر الدمية ويبدا ساسوري بمهاجمتهم بجسده ويتبين أنه حول نفسه إلى دمية وعندما حاولت الجدة تشيو ختم تشاكرا ساسوري لاحظت نقطة ضعفه وعندما جاءت الفرصة في قتله لم يتجنب ساسوري الهجمة ومات.

### المعركة الرابعة
- ساكورا ضد ساسكي
- النتيجة
إنقاذ ساكورا وإصابة ناروتو
- سبب المعركة

إعادة ساسكي إلى قرية الورق المخفية
- نبذة عن المعركة

بعدما قتل دانزو نفسه بمهارة محرمة، استطاع ساسكي النجاة من المهارة القاتلة بكل صعوبة وبعدما انتهى القتال ذهب ساسكي ليعود إلى مقر توبي. لكن تصدى له كاكاشي وساكورا. دار قتال عنيف جدًا بين كاكاشي وساسكي، وكان المنتصر لا أحد بسبب انسحاب كاكاشي؛ عندئذٍ وقفوا فوق ماء كعادتهم، لكن اختفت ساكرا، وظهرت من وراء ساسكي لقتله وكان تلك اللحظة هي أخطر لحظة لموت ساسكي، لكن نجى ساسكي بمسك الكوناي التي مع ساكورا وجاء من ورائها لقتلها بالتشيدوري؛ لكن في آخر لحظة من موتها تدخل ناروتو أوزوماكي وأمسك بساكرا وهو ينظر لساسكي نظرات احتقار وقوة، وهكذا أنقذ ساكرا من موت محقق.

## وصلات خارجية
- ساكورا على موقع ميوزك برينز (الإنجليزية)

- ساكورا هارونو في موسوعة ناروتو